# Series Xiesheng
Las Series Xiesheng  (諧聲 xiéshēng, sonido armónico) es un conjunto de caracteres chinos comparten el mismo elemento basado en el sonido (a veces llamado el componente fonético, aunque el componente fonológico sería lingüísticamente más preciso). Suelen ser caracteres pertenecientes a estas series de compuestos fonosemánticos, donde el carácter está compuesto por un elemento semántico (radical) y un elemento basado en el sonido , codificación la información sobre el significado y la pronunciación

## Descripción
Por ejemplo,el carácter 波 está compuesto del elemento semántico 氵 'water' y del componente d esonido 皮 (el que se cree se pronuncia *ba). Entonces , 波 representa una palabra que está relacionada con agua y se pronuncia *ba. De hecho, la palabra a la cual 波 representa significa 'ola' y se pronucia como *pa en Chino medio.
Agrupando los caracteres con el mismo componente de sonido en una serie de Xiesheng, uno es capaz de comparar palabras que se parecen para ser muy similares en la pronunciación al tiempo que estos caracteres fueron creados para estas palabras.
Por ejemplo, la serie 25 Xiesheng de la  Grammata Serica Recensa de Bernhard Karlgren se reproduce a continuación, con lecturas de chino medio  en la sistema de trascripción de Baxter: 
- a 皮 bje
- d 疲 bje
- e 被 bjeX
- i 陂 pje
- j 披 phje
- l 波 pa
- m 跛 paX
- n 簸 paX
- n 簸 paH
- o 破 phaH
- q 婆 ba